# Gyömbér (hegy)
A Gyömbér (szlovákul Ďumbier) hegy a Szlovákiában húzódó Alacsony-Tátra legmagasabb orma, tengerszint feletti magassága 2043 m. Ezzel a Breznóbányai járás és a Felső-Garam-mente legmagasabb pontja. A Štiavnica (2025 m) tömbjéhez kapcsolódva helyezkedik el a hegység főgerincén a Krúpova hoľa (1927 m) és a Králicska (1785 m) között. A Gyömbér alatti nyeregben található a M. R. Štefánika menedékház (1727,9 m), amely egész évben nyitva tart. Tetejéről minden irányban messze és akadálytalanul beláthatók Szlovákia környező vidékei és hegységei.
A Gyömbér északi oldala meredek, szakadékok, pillérek, s akár 500 m magas sziklafalak jellemzik, melyek lába a Bisztra- és a Ludár-völgybe (Bystrá- és Ludárova dolina), két gleccserkatlanba ér. A hegy ezen oldalán zergék és mormoták élnek. Déli oldala kevésbé meredek, ezen lejtőjén gránittömbök találhatók.
A hegyen korábban vas-, arany- és antimonércet (antimonitot) bányásztak, melynek nyomai ma is láthatók a hegy körüli völgyekben. 1944 telén heves harcok zajlottak a visszavonuló német csapatok és a partizánok között a Gyömbér és a Králicska közti gerincszakaszon. A nehéz átkelés során elhunyt partizánok emlékének megőrzésére emlékművet emeltek a Milan Rastislav Štefánik-menedékház közelében.

## Megközelítés
- Zöld sáv jelzésen a Deménfalvi-völgyön keresztül
- Piros sáv jelzésen az Ördöglakodalma-hágó felől
- Sárga sáv jelzésen Vámos faluból
- Zöld sáv jelzésen Tále és Trangoška üdülőhelyekről
- Sárga sáv jelzésen Királyboca településről